# Atthaya Thitikul
Atthaya Thitikul, née le 20 février 2003 à Ban Pong, Province de Ratchaburi, en Thaïlande, est une golfeuse thaïlandaise.

## Biographie
Atthaya Thitikul commence le golf à l'âge de 6 ans après que son père lui a laissé la possibilité de choisir entre ce sport et le tennis. Elle remporte en 2017 le Ladies European Thailand Championship et devient à 14 ans la plus jeune joueuse à remporter un tournoi professionnel. En revanche, son statut amateur ne lui permet pas d'obtenir les 45 000 euros promises à la lauréate, la somme revient à la deuxième du tournoi, Ana Menendez.
En 2021, sa saison sur le Ladies European Tour la voit remporter le Czech Ladies Open et le Swiss Ladies Open. Ces deux victoires couplées à plusieurs tops 10 lui permettent de remporter l'Ordre du mérite de la saison. Elle est également golfeuse et débutante de l'année du circuit européen.
Atthaya Thitikul intègre en 2022 le LPGA Tour. Pour sa première saison sur ce circuit, elle remporte deux victoires lors du JTBC Classic puis du Walmart NW Arkansas Championship. Faisant partie des 10 meilleures joueuses mondiales à partir de la fin du mois de mars, elle prend la première place au classement mondial de golf le 31 octobre 2022. Étant âgée de 19 ans à cette date, elle est la deuxième plus jeune joueuse à réussir cette performance après la Sud-Coréenne Lydia Ko qui l'avait établie à 17 ans. Elle perd la tête du classement mondial au profit de Nelly Korda le 14 novembre.
Pour la deuxième fois de sa carrière, Jeeno Thitikul atteint la première place du classement mondial le 4 août 2025 au terme de l'AIG Women's Open

## Palmarès

### LPGA Tour
- 2022 : JTBC Classic
- 2022 : Walmart NW Arkansas Championship
- 2024 : Dow Championship (avec Ruoning Yin)
- 2024 : CME Group Tour Championship
- 2025 : Mizuho Americas Open

### Ladies European Tour
- 2017 : Ladies European Thailand Championship
- 2019 : Ladies European Thailand Championship

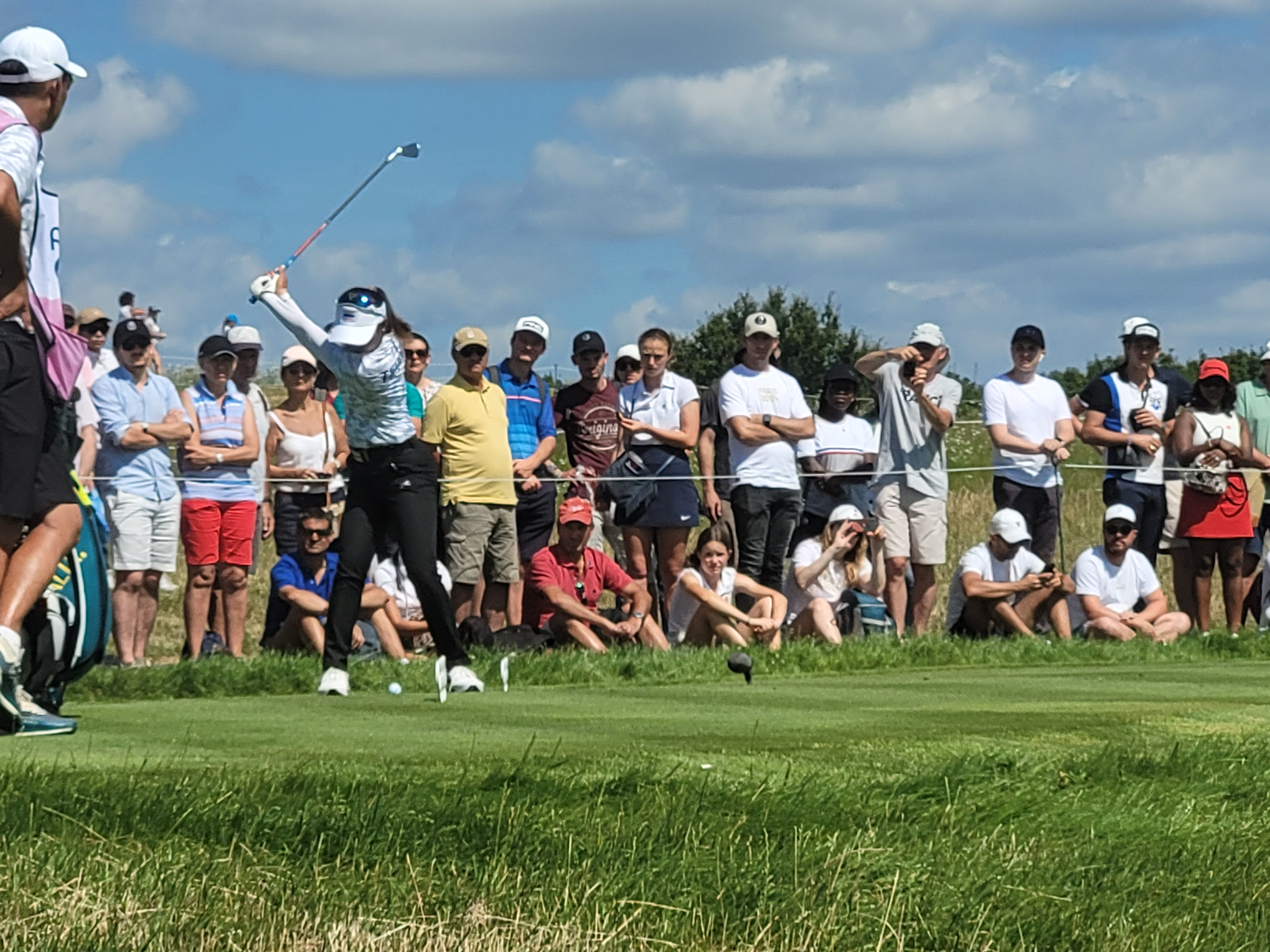
Atthaya Thitikul au Golf National le 8 août 2024 (Jeux olympiques de Paris)

- 2021 : Czech Ladies Open
- 2021 : Swiss Ladies Open

### Tour Awards
- 2022 : Louise Suggs Rolex Rookie of the Year
- 2023 : Vare Trophy
- 2024 : Aon Risk Reward Challenge

### International Crown
- 2023 (avec Patty Tavatanakit, Moriya Jutanugarn et Ariya Jutanugarn)

### Jeux olympiques
- Paris 2024 : 18e